# چشم‌وگوش‌بسته (فیلم ۱۳۹۷)
چشم و گوش بسته فیلمی ایرانی به کارگردانی فرزاد مؤتمن، نویسندگی هما بذرافشان و تهیه‌کنندگی امیرحسین آشتیانی‌پور محصول سال ۱۳۹۷ است. این فیلم در شهریور ۱۳۹۸ از شورای پروانه نمایش فیلم‌های سینمایی مجوز نمایش گرفت.
این فیلم بازسازی فیلم آمریکایی شر نبین، شر نشنو (۱۹۸۹) می‌باشد.

## خلاصه داستان
مردی توسط یک زن تبهکار کُشته می‌شود و دو غریبه را به جرم قتل بازداشت می‌کنند. یکی صدای شلیک گلوله را شنیده اما صحنه قتل را ندیده‌است چون نابیناست. آن یکی هم فقط صحنهٔ قتل را دیده و صدای شلیک گلوله را نشنیده چون ناشنواست. آن‌ها یک صبح تا غروب فرصت دارند که از این مهلکه جان سالم به در ببرند.

## بازیگران
| بازیگر         | نقش         |
| -------------- | ----------- |
| امین حیایی     | بهروز شب‌خیز |
| بهرام افشاری   | سعید غلامی  |
| آناهیتا درگاهی | نانا        |
| لیندا کیانی    | سحر غلامی   |
| مسعود کرامتی   | اژدری       |
| مانی حقیقی     | رئیس بزرگ   |
| پوریا پورسرخ   | سروش        |
| محمدرضا صولتی  | احمدی       |